# Leonard Blavatnik
Leonard Blavatnik (en russe : Леонид Валентинович Блаватник, Leonid Valentinovitch Blavatnik), dit Len Blavatnik, né le 14 juin 1957 à Odessa (République socialiste soviétique d'Ukraine, URSS), est un chef d'entreprise milliardaire et philanthrope américano-britannique.

## Biographie
Né en Ukraine soviétique dans une famille d'universitaires juifs, il émigre avec elle aux États-Unis en 1978 à l'âge de 21 ans (il avait auparavant commencé un cursus à l'Institut des chemins de fer de Moscou). Il obtient ensuite la nationalité américaine.
En 1986, avant la fin de son MBA à l'université Harvard, il fonde Access Industries, une société qui investit dans les industries privatisées en URSS, principalement dans les matières premières et la chimie. Il investit également dans la griffe new-yorkaise de Tory Burch, partie d'une simple boutique et qui pèse en 2016 un milliard de dollars de chiffre d'affaires.
En 2007, il acquiert le Grand-Hôtel du Cap-Ferrat. En 2011, il achète Warner Music Group à Edgar Bronfman pour 3,3 milliards de dollars. En 2013, il produit le film Le Majordome avec sa société de production Al Film. Il possède des parts dans Rocket Internet, qui investit dans des start-up. En 2015, il devient l'homme le plus riche de Grande-Bretagne, selon le Sunday Times. En 2016, sa fortune est estimée à 15 milliards de dollars. Il est coproducteur du film d'action de guerre russe T-34, machine de guerre sorti en 2018.
En 2017, il est mentionné dans les révélations des Paradise Papers,.
Il est également le propriétaire de DAZN.

## Philanthropie
En 2010, il fait don de 75 millions de livres à l'université d'Oxford pour la fondation d'une école de politique publique, la Blavatnik School of Government. Elle compte Bill Clinton et Mark Carney dans son conseil d'administration. Cette initiative suscite des critiques de quelques universitaires, hostiles à l'idée que le prestigieux établissement soit financé par un oligarque d'origine ukrainienne. En 2016, en marge de l'exposition d'art contemporain Art Basel Miami, il inaugure le centre culturel Faena Forum, conçu par les architectes Rem Koolhaas et Shohei Shigematsu, avec un concert de Madonna au profit de l'organisation Raising Malawi. Il est un donateur du British Museum, du Royal Opera House, de la National Portrait Gallery et du Museum of Modern Art.
Grand donateur de l'université Harvard où il a étudié, il fait pression en annonçant en décembre 2023 arrêter provisoirement ses dons à l'institution en raison de la gestion par sa présidente, Claudine Gay, du soutien des élèves à la cause palestinienne sur le campus.

## Controverses
En juillet 2024, il est accusé par des militants israéliens de l'opposition à Benyamin Netanyahou d'influer sur la ligne éditoriale des médias qu'il possède, notamment en Israël, afin de soutenir la politique du gouvernement israélien.

## Vie privée
Marié à Emily Appelson, il est père de quatre enfants. Il vit à Londres, dans le quartier de Kensington Gardens, dans une maison d'une valeur de 200 millions de livres comptant une piscine et un ascenseur pour cinq voitures, sur une surface de 5 000 m2. Il possède un Boeing 777-200 VIP immatriculé N777UK et le yacht Odessa II, de 74 mètres de long, sur lequel il organise chaque année un déjeuner mondain avec le producteur Harvey Weinstein, lors du festival de Cannes. En 2023, il fait l'acquisition du yacht Shackleton, de 109 mètres de long.